# 글로벌생활명품
글로벌생활명품은 수출 역량을 갖춘 국내 중소 중견 기업의 우수 생활소비재 상품을 집중 발굴하여 글로벌 브랜드화 및 세계적 명품으로 육성하기 위해 2014년부터 시작된 제도로, 이와 관련한 행사는 산업통상자원부와 롯데그룹이 주최하고 한국디자인진흥원이 주관한다.
글로벌생활명품으로 선정되면 국내외 온오프라인 전시 참가, 네이버 비즈니스 스케일업 프로그램참여, SSG.COM, 쇼피, 라자다 등 온라인몰 입점 등의 지원을 받을 수 있다.

## 역사
- 2014년 10월 서울 소공동 롯데백화점 본점에서 글로벌생활명품 육성 프로젝트 출범식이 열려 윤상직 산업통상자원부 장관, 이태용 한국디자인진흥원장, 이인원 롯데그룹 부회장 등이 참석했다. 시범사업이 시작되었던 같은 해 7월 670여 개 제품이 접수되었고 그중 10개 제품이 선정되었다.[1]
- 2015년 2월, 시범사업에 이어 선정 제품 수를 30개 내외로 늘리고 지원내용도 확대했다. 연구개발(R&D)과 마케팅 외에 컨설팅, 교육, 홍보 등을 지원하고 특히 기술개발 등 업체의 수요에 맞춘 맞춤형 지원도 제공하기로 했다.[2]
- 2015년 4월 산업통상자원부가 롯데그룹 및 한국디자인진흥원과 함께 서울 코엑스에서 글로벌 생활명품전을 개최하여 557개 기업의 1389개 제품이 전시되었다.[3]
- 2015년 9월 롯데그룹이 제2롯데월드 쇼핑몰 3층에 글로벌생활명품 매장을 열었다.[4]
- 2020년 올해까지 총 172개의 글로벌생활명품이 선정되었으며, 2021년부터는 우수디자인(GD)인증을 받은 소비재를 대상으로 글로벌생활명품을 선정키로 하였다.

## 갤러리

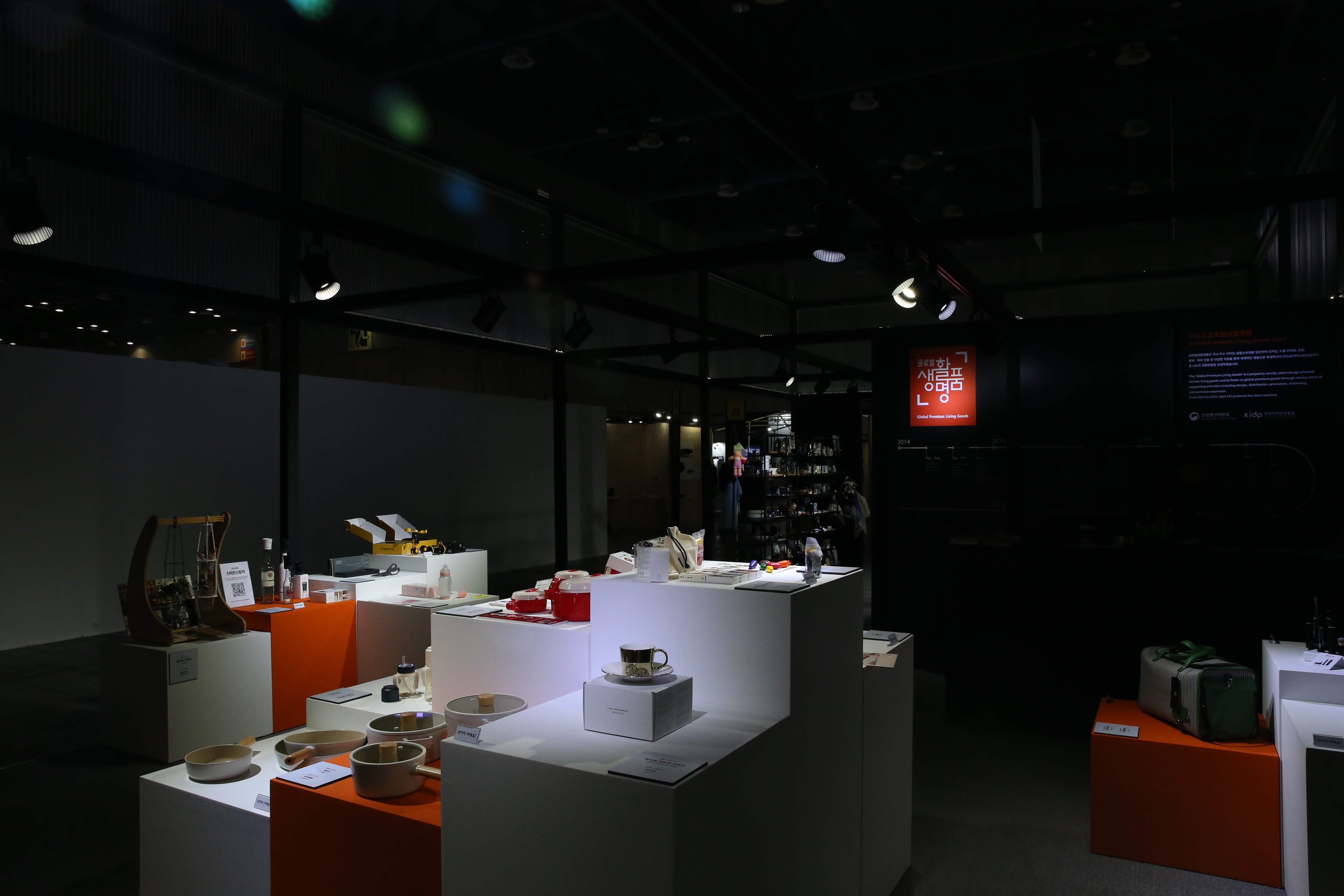
2019 글로벌생활명품

## 연도별 선정현황
| 선정연도 | 선정제품 수 | 접수상품 수 | 접수기업 수 |
| -------- | ----------- | ----------- | ----------- |
| 2014     | 10          | 670         | 335         |
| 2015     | 30          | 1389        | 557         |
| 2016     | 30          | 1176        | 670         |
| 2017     | 30          | 956         | 276         |
| 2018     | 12          | 531         | 114         |
| 2019     | 30          | 172         | 123         |
| 2020     | 30          | 178         | 87          |
| 총계     | 172         |             |             |